# Baardsaki
De baardsaki (Chiropotes satanas), ook wel satansaap genoemd, is een zoogdier uit de familie van de sakiachtigen (Pitheciidae). De wetenschappelijke naam van de soort werd voor het eerst geldig gepubliceerd door Johann Centurius von Hoffmannsegg in 1807.

## Kenmerken
Alle saki’s hebben lange kinharen, die bij deze soort een bossige baard vormen. De kopvacht valt als een dikke pony over het voorhoofd. Deze dieren hebben sterke grijphanden en –voeten. Ze kunnen hangend aan één arm eten.

## Leefwijze
Hun voedsel bestaat uit zaden, harde vruchten of kleine dieren, die ze tussen hun forse kiezen verbrijzelen. Bij opwinding zwiepen ze met de staart en laten ze een doordringend gefluit horen.

## Verspreiding
Deze soort komt voor in de tropische wouden van noordelijk Zuid-Amerika, met name in Brazilië.